# Mergellus albellus

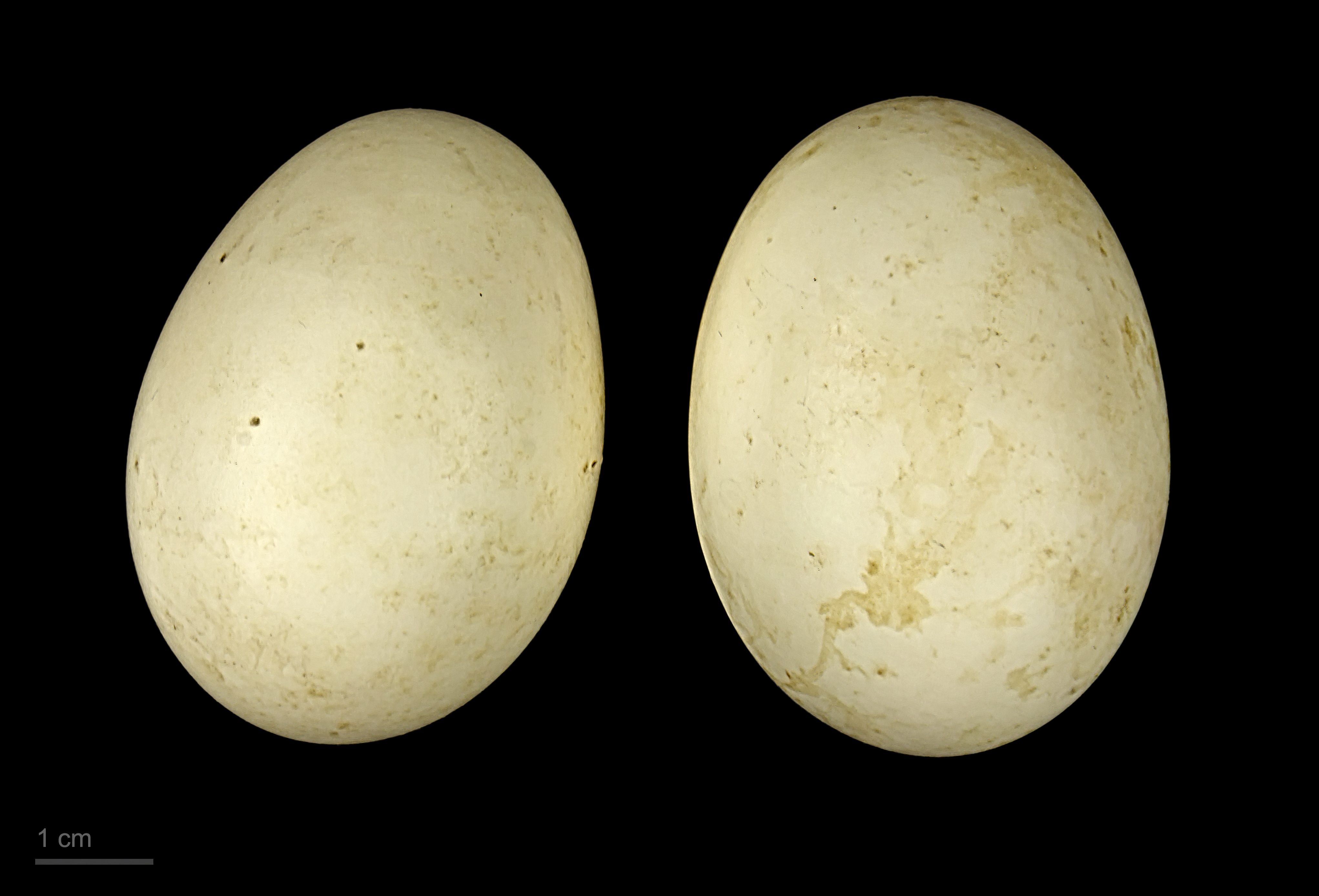
Mergellus albellus

La pesciaiola (Mergellus albellus) è una piccola anatra intermedia tra gli smerghi e i quattrocchi, è stato descritto un ibrido con il quattrocchi comune. È il solo membro del genere Mergellus (Selby, 1840).

## Aspetto
Il maschio di pesciaiola, con il suo aspetto da 'ghiaccio infranto', è inconfondibile, e in volo si riconosce molto bene la sua tinta bianca e nera. Le femmine e i maschi immaturi sono uccelli grigi con la fronte e la sommità della testa castane, e a distanza possono venir confusi con l'anatra rugginosa; spesso vengono indicati come pesciaiole "testarossa". In volo si distinguono bene le macchie ovali bianche sulle ali. Il becco della pesciaiola ha la punta uncinata e i margini seghettati, che la aiutano ad afferrare i pesci quando si immerge per catturarli.

## Habitat

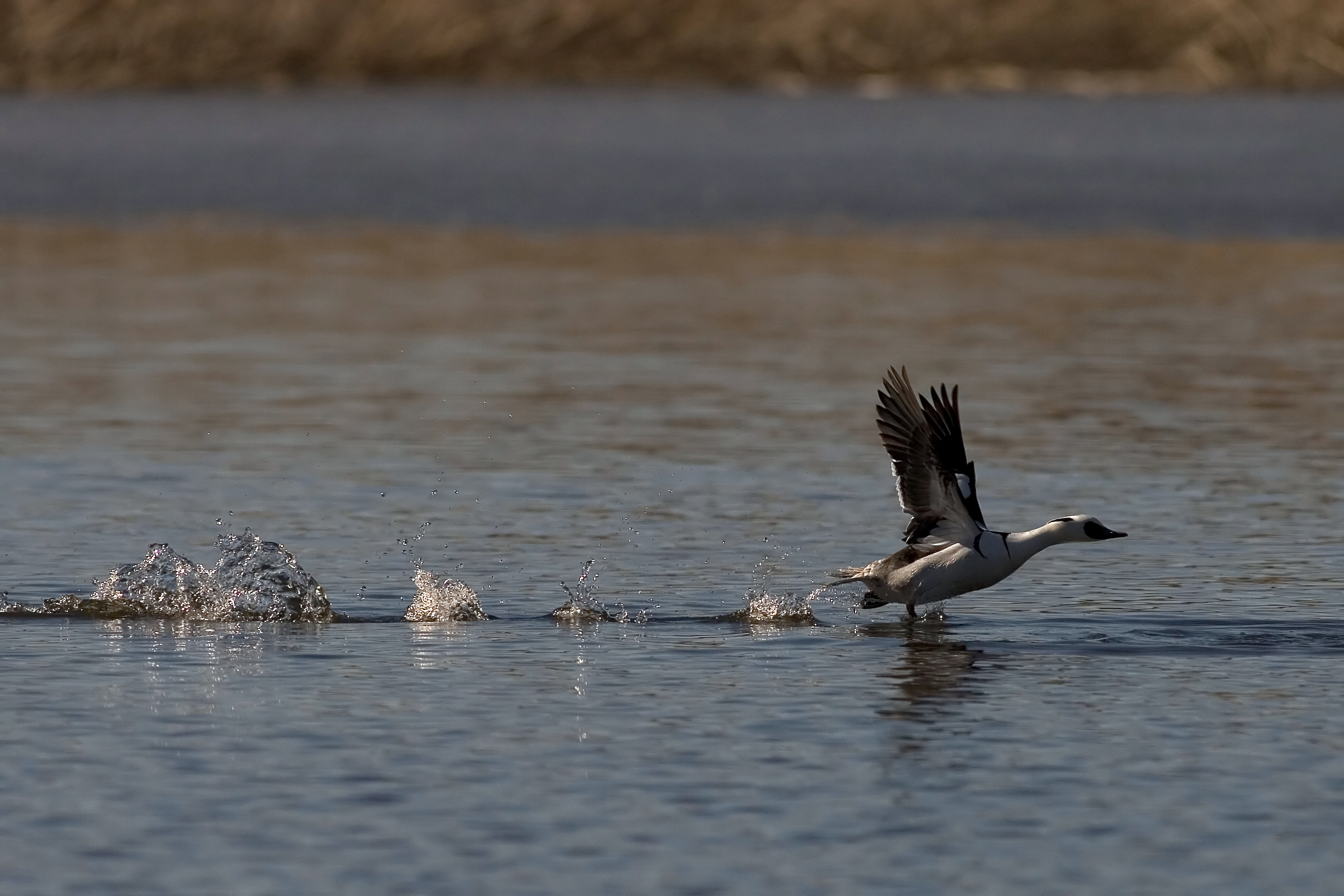
Pesciaiola in decollo

Questa specie si riproduce nella taiga settentrionale di Europa e Asia. Per riprodursi ha bisogno di alberi. La pesciaiola vive nei laghi e nei fiumi dal corso lento ricchi di pesce. Migrando lascia le sue aree riproduttive e sverna nelle coste riparate o nei laghi dell'entroterra del mar Baltico, del mar Nero, della Germania settentrionale e dei Paesi Bassi, ma un piccolo numero raggiunge anche la Gran Bretagna, svernando la maggior parte di questi negli stessi siti. Sui laghi preferisce le aree intorno ai margini, spesso sotto piccoli alberi.

## Comportamento
La pesciaiola si accoppia in maggio e depone 6-9 uova color crema. Nidifica nelle cavità degli alberi, come vecchi nidi di picchio. È un uccello timido e se disturbata vola via facilmente.
La pesciaiola è una delle specie protette dall'Agreement on the Conservation of African-Eurasian Migratory Waterbirds (AEWA).